# Michał Stankiewicz (piłkarz ręczny)
Michał Stankiewicz (ur. 26 marca 1985 w Lubinie) – polski piłkarz ręczny, obrotowy, zawodnik Zagłębia Lubin.

## Kariera sportowa
W latach 2004–2008 był zawodnikiem Zagłębia Lubin. W sezonie 2006/2007, w którym rozegrał 27 meczów i zdobył 73 gole, wywalczył z nim mistrzostwo Polski. W sezonie 2007/2008, w którym wystąpił w 31 spotkaniach i rzucił 124 bramki, był najlepszym strzelcem Zagłębia Lubin w Ekstraklasie. Ponadto w sezonie 2007/2008 rozegrał pięć meczów w Lidze Mistrzów, w których rzucił 13 bramek (w tym sześć w sensacyjnie wygranym spotkaniu z SG Flensburg-Handewitt).
W 2008 przeszedł do Vive Kielce. W sezonie 2008/2009, w którym rozegrał 32 mecze i rzucił 75 bramek, wywalczył z nim mistrzostwo Polski. Ponadto triumfował w Pucharze Polski – w rozegranym 18 kwietnia 2009 spotkaniu finałowym z Zagłębiem Lubin (26:16) zdobył dwa gole. Będąc zawodnikiem Vive wystąpił również w czterech meczach Pucharu Zdobywców Pucharów, w których rzucił 13 bramek.
Latem 2009, wobec dużej konkurencji na pozycji obrotowego w Vive Kielce (na pozycji tej grali również Rastko Stojković, Daniel Żółtak i Piotr Grabarczyk), odszedł do Zagłębia Lubin. W kolejnych latach regularnie występował w jego barwach w Superlidze. Trzykrotnie rzucił co najmniej 100 bramek w jednym sezonie – uczynił to w sezonach: 2009/2010 (108 goli), 2010/2011 (110 goli) i 2012/2013 (111 goli). Ponadto w sezonie 2012/2013 portal Sportowe Fakty wybrał go do najlepszej siódemki Superligi. 13 września 2015 w przegranym spotkaniu z MMTS-em Kwidzyn (22:25) zdobył 1000 gola w najwyższej polskiej klasie rozgrywkowej.
W 2004 uczestniczył w mistrzostwach Europy U-20 na Łotwie, podczas których rozegrał sześć meczów i zdobył 24 gole.
Reprezentant Polski, w kadrze występował, gdy jej trenerem był Bogdan Wenta. Dwukrotnie uczestniczył w turnieju towarzyskim Christmas Trophy – w 2006 rozegrał w nim trzy mecze i zdobył 15 goli, natomiast w 2007 również wystąpił w trzech spotkaniach, w których rzucił 11 bramek.

## Sukcesy
Zagłębie Lubin
- Mistrzostwo Polski: 2006/2007

Vive Kielce
- Mistrzostwo Polski: 2008/2009
- Puchar Polski: 2008/2009

Indywidualne
- Najlepszy obrotowy Superligi według Sportowych Faktów: 2012/2013 (Zagłębie Lubin)[6]
- 3. miejsce w klasyfikacji najlepszych polskich obrotowych według Sportowych Faktów: 2013[9]